# Musée archéologique de Rhodes
Le musée archéologique de Rhodes est un musée situé dans la cité médiévale de Rhodes. Il contient diverses collections de pièces archéologiques de l'île de Rhodes.
Le musée est installé dans l'édifice gothique monumental qui abritait l'hôpital des Chevaliers de Saint-Jean. Sa construction a été commencée en 1440 et achevée à l'époque du grand maître d'Aubusson (1476-1503).
Il abrite des œuvres d'art de Rhodes et des îles voisines, de l'époque préhistorique à l'époque protobyzantine et jusqu'à l'époque des Chevaliers, qui composent une image d'une culture cosmopolite, vivante et continue.

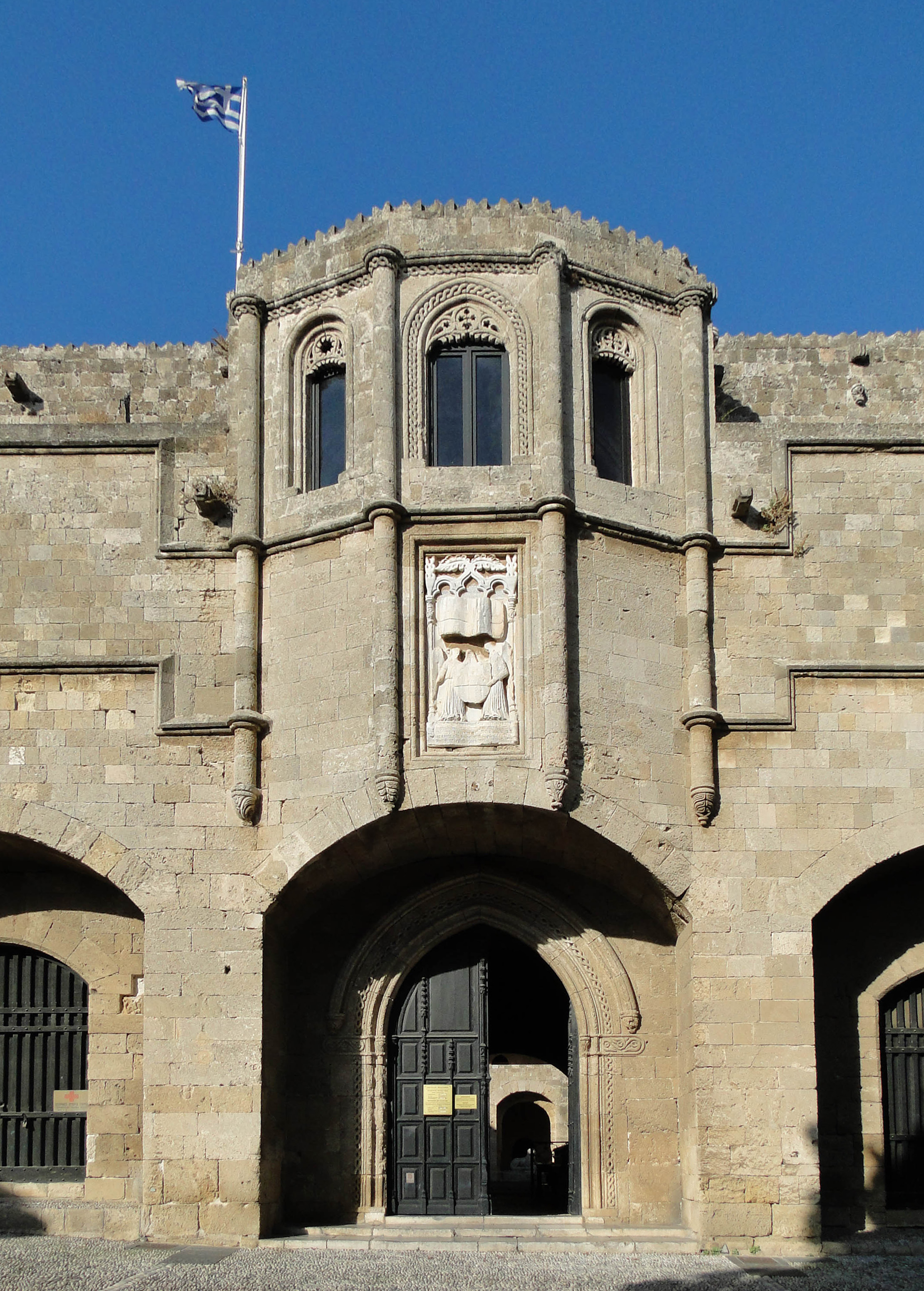
Entrée du musée

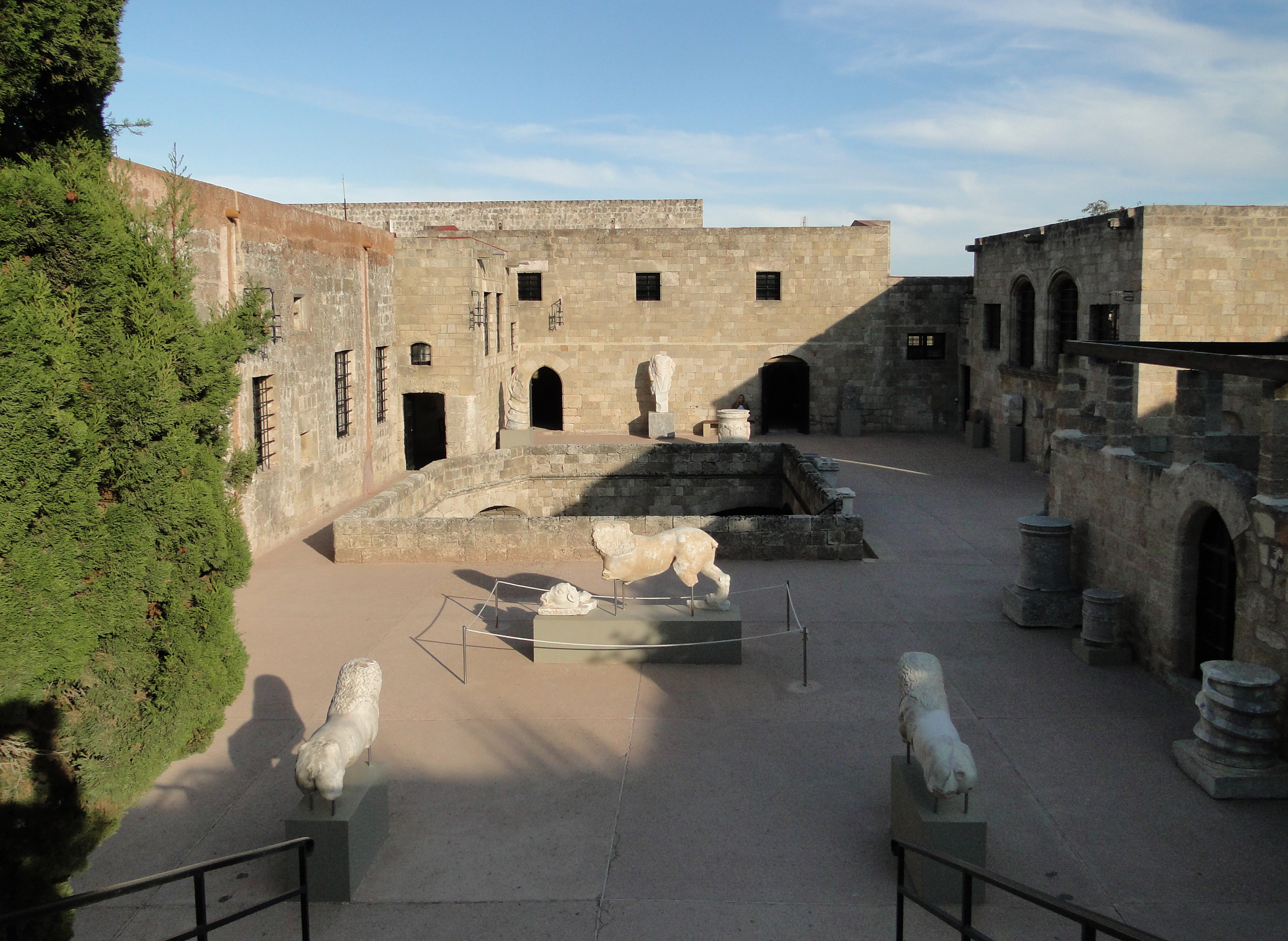
Cour secondaire

## Aperçu des collections
| Objet | Description | Origine et datation                                                 |
| ----- | --- | ------------------------------------------------------------------- |
| 4685  | Vénus accroupie Statue du Ier siècle av. J.-C., inspirée d'un célèbre prototype créé par le sculpteur Doidalsas au IIIe siècle av. J.-C.                                                                                                | Ier siècle av. J.-C.                                                |
|       | Mosaïque de Bellérophon Mosaïque de sol représentant Bellérophon, Pégase et Chimère. |                                                                     |
|       | Pélikè attique à figures rouges Pélikè attique à figures rouges, provenant de la tombe d'un enfant, représentant un homme avec une lyre et une femme avec des claquettes ou des castagnettes.                                           | -475 / -450                                                         |
|       | Tête d'Hélios Tête d’Hélios, dieu tutélaire de l’île de Rhodes. Trous à la périphérie du crâne, servant à insérer les rayons métalliques de sa couronne. Ressemblance caractéristique avec le portrait d’Alexandre le Grand de Lysippe. | Milieu de la période hellénistique                                  |
| T 225 | Aryballe en forme de tête d'Achéloos Aryballe provenant de la tombe d'un enfant. | Visicia (à vérifier) -550 / -525                                    |
| T 205 | Vase en forme de Silène Petit vase en forme de Silène, provenant d'une tombe d'enfant. | Drakidis (à vérifier) -600 / -575                                   |
|       | Statue de Dionysos Statue au style archaïsant en marbre rouge représentant Dionysos. | Soroní Fin du IIe siècle av. J.-C. ou début du Ier siècle av. J.-C. |